# Leandra schwackei
Leandra schwackei är en tvåhjärtbladig växtart som beskrevs av Célestin Alfred Cogniaux. Leandra schwackei ingår i släktet Leandra och familjen Melastomataceae. Inga underarter finns listade i Catalogue of Life.